# Chernes hispaniolicus
Espèce
Chernes hispaniolicus est une espèce de pseudoscorpions de la famille des Chernetidae.

## Distribution
Cette espèce est endémique de République dominicaine. Elle se rencontre vers San Cristobal.

## Description
Le mâle holotype mesure 1,5 mm.

## Étymologie
Son nom d'espèce lui a été donné en référence au lieu de sa découverte, Hispaniola.

## Publication originale
- Beier, 1976 : Pseudoscorpione von der Dominicanischen Republik (Inset Haiti). Revue Suisse de Zoologie, vol. 83, no 1, p. 45-58 (texte intégral).